# Lajos Keresztes (Ringer)

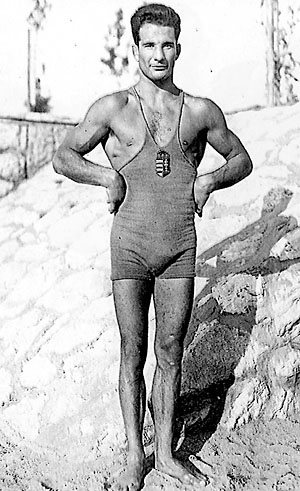
Lajos Keresztes

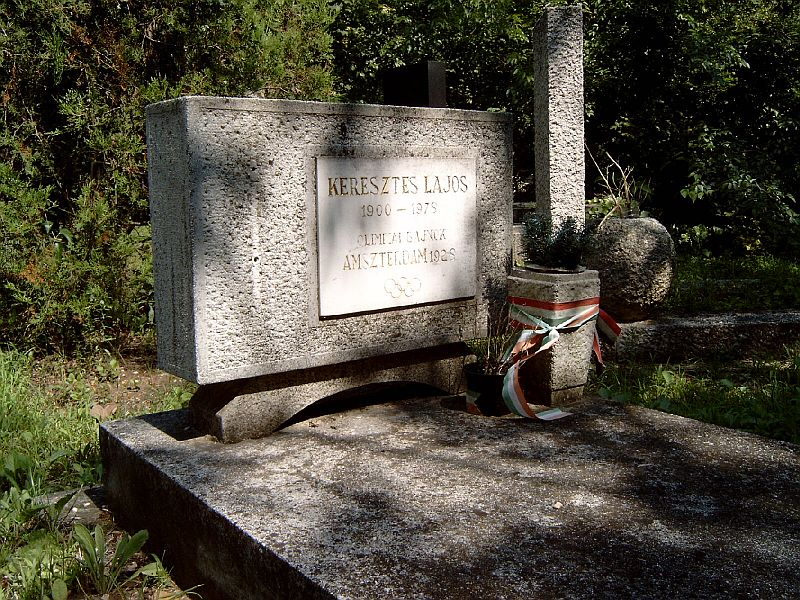
Das Grab von Lajos Keresztes auf dem Budapester Friedhof Új köztemető

Lajos Keresztes (* 28. April 1900 in Parajd, Komitat Udvarhely; † 9. August 1978 in Budapest) war ein ungarischer Ringer. 1928 wurde er in Amsterdam Olympiasieger im Leichtgewicht im griechisch-römischen Stil.

## Werdegang
Lajos Keresztes begann 1919 beim HSC (Húsos Sport Club) mit dem Ringen. Er entwickelte sich sehr schnell zu einem ungarischen Spitzenringer im griechisch-römischen Stil. 1923 wurde er erstmals ungarischer Meister im Leichtgewicht. Im gleichen Jahr reiste Lajos mit dem Magyar Atletikai Club Budapest, dem er zwischenzeitlich angehörte, zu einem Freundschaftskampf gegen den ASV 03 Bad Kreuznach nach Deutschland. Nach diesem Kampf, den die Ungarn mit 8:6 Punkten gewannen, blieb Lajos mit seinem Mannschaftskameraden József Tasnádi in Bad Kreuznach und verstärkte den ASV 03. Er verhalf dabei diesem Verein 1925 zum Gewinn der deutschen Mannschafts-Meisterschaft mit einem Sieg über die SpVgg Berlin-Ost. 1925 startete Lajos sogar bei der deutschen Meisterschaft im griechisch-römischen Stil im Leichtgewicht und wurde vor Fritz Leibinger aus Mühlheim und Gustav Fimpel aus Hornberg deutscher Meister. Nach seiner Rückkehr nach Budapest wurde Lajos 1925 auch gleich noch zum zweiten Mal ungarischer Meister im Leichtgewicht.
Auf der internationalen Ringermatte war Lajos Keresztes erstmals bei den Olympischen Spielen 1924 in Paris am Start. Er gewann im Leichtgewicht fünf Kämpfe und unterlag erst im Finale dem Finnen Oskar Friman knapp nach Punkten.
Im Jahr darauf bei der EM in Mailand wurde Lajos Europameister. Dabei gelang ihm auch die Revanche gegen Oskari Friman, den er nach Punkten besiegte. Bei den Europameisterschaften 1926 war Lajos nicht am Start. Wieder dabei war er aber 1927, als die Europameisterschaften im heimischen Budapest stattfanden. Lajos gewann dort seine ersten drei Kämpfe, unterlag aber dann in der 4. Runde dem Esten Osvald Käpp und musste ausscheiden.
Den größten Erfolg seiner Laufbahn feierte Lajos bei den Olympischen Spielen 1928 in Amsterdam. Mit sieben Siegen gelang ihm der Olympiasieg. Im Finale bezwang er dabei den deutschen Meister Eduard Sperling aus Dortmund.
Nach 1928 zog sich Lajos vom internationalen Wettkampfgeschehen zurück. Er war aber in Ungarn noch einige Jahre aktiv und wurde letztmals 1931 im Leichtgewicht ungarischer Meister im freien Stil, nachdem er 1927 schon ungarischer Meister in diesem Stil geworden war.
Später wurde Lajos Keresztes Nationaltrainer der ungarischen Nationalmannschaft und hatte zusammen mit Mihály Matura großen Anteil am Aufbau dieser in den 1950er und 1960er Jahren sehr erfolgreichen Mannschaft.

## Internationale Erfolge
(OS = Olympische Spiele, EM = Europameisterschaft, GR = griechisch-römischer Stil, Le = Leichtgewicht, damals bis 67,5 kg Körpergewicht)
- 1924, Silbermedaille, OS in Paris, GR, Le, mit Siegen über Ahmed Rahmy, Ägypten, Kalle Vesterlund, Finnland, Roberto De Marchi, Italien, Rafael Rone, Lettland und Charles Friesenfeldt, Dänemark und einer Niederlage gegen Oskar Friman, Finnland;
- 1925, 1. Platz, EM in Mailand, GR, Le, mit Siegen über Carlo Dotti, Italien, Georg Warth, Deutschland, Ludwig Sesta, Österreich, Mihály Matura, Ungarn und Oskar Friman;
- 1927, 5. Platz, EM in Budapest, GR, Le, mit Siegen über Ludwig Sesta, Ryszard Blaźyca, Polen und František Kratochvíl, Tschechoslowakei und einer Niederlage gegen Osvald Käpp, Estland;
- 1928, Goldmedaille, OS in Amsterdam, GR, Le, mit Siegen über Adolphe Dumont, Belgien, Walter Massop, Niederlande, Vladimir Vávra, Tschechoslowakei, Tayyar Talaz, Türkei, Edvard Vesterlund, Finnland, Karl Pedersen, Norwegen und Eduard Sperling, Deutschland